# ساخزنهاوزن (تورینگن)
ساخزنهاوزن (به آلمانی: Sachsenhausen) یک شهر در آلمان است که در وایمارر لاند واقع شده‌است. ساخزنهاوزن ۳۸۹ نفر جمعیت دارد.